# 1097 Vicia
Vicia (asteróide 1097) é um asteróide da cintura principal com um diâmetro de 21,08 quilómetros, a 1,8660664 UA. Possui uma excentricidade de 0,2939194 e um período orbital de 1 569,29 dias (4,3 anos).
Vicia tem uma velocidade orbital média de 18,32130282 km/s e uma inclinação de 1,53232º.
Esse asteróide foi descoberto em 11 de Agosto de 1928 por Karl Reinmuth.